# Sault (Vaucluse)
Sault é uma comuna francesa na região administrativa da Provença-Alpes-Costa Azul, no departamento de Vaucluse. Estende-se por uma área de 111,15 km². Em 2010 a comuna tinha 1 396 habitantes (densidade: 12,6 hab./km²).